# Гусева, Евгения Юрьевна
Евге́ния Ю́рьевна Гу́сева (род. 13 августа 2001) — российская тяжёлоатлетка. Серебряный призёр чемпионата России 2025 года в категории до 71 кг. Мастер спорта России международного класса.

## Биография
Родилась 13 августа 2001 года. Спортивную карьеру в тяжёлой атлетике начала в Саранске Республика Мордовия. Тренируется в Комплексной спортивной школе олимпийского резерва Мордовии.
23 октября 2020 года спортсменке присвоено звание «Мастер спорта России международного класса».
Участница Игр БРИКС 2024 года. В весовой категории до 71 кг заняла итоговое четвёртое место.
В 2024 и 2025 годах становилась серебряным призёром Кубка России в категории до 71 кг.
В августе 2025 года на чемпионате России в Санкт-Петербурге, Евгения завоевала серебряную медаль в категории до 71 кг с результатом 219 кг по сумме двоеборья. В отдельных упражнениях также была второй значительно уступив именитой чемпионки Зарине Гусаловой.

## Основные результаты
| Год  | Соревнования     | Место проведения | Весовая категория | Рывок, кг | Толчок, кг | Сумма, кг | Место |
| ---- | ---------------- | ---------------- | ----------------- | --------- | ---------- | --------- | ----- |
| 2025 | Чемпионат России | Санкт-Петербург  | до 71 кг          | 99        | 120        | 219       | 2     |